# Etrusgrave
Gli Etrusgrave sono un gruppo epic metal italiano, formatosi a Piombino, in provincia di Livorno fondato dal chitarrista Fulberto Serena, importante chitarrista della Italian way of heavy metal, ex membro dei Dark Quarterer.

## Storia degli Etrusgrave

### 2004-2008: tra demo e primo album
Gli Etrusgrave furono fondati a Livorno da Fulberto Serena, ex chitarrista e tra i fondatori dei Dark Quarterer, che dopo un lungo periodo di assenza dalla scena metal italiana, in cui si dedicò agli studi tra classica, jazz, bossanova e flamenco, inaugurò nel nuovo millennio la sua nuova band. Assieme a Serena, il bassista Luigi Paoletti, che rimarrà un punto fermo della band per lungo tempo, Carlo Funaioli alla batteria (precedentemente nei Domine) e Claudio Taddei alla voce. Di li a poco Tiziano Hammerhead Sbaragli (cantante anche negli Harvest) prese il posto di Taddei e Francesco Taddei sostituì Funaioli alla batteria trovano così una formazione più stabile. Se la prima formazione aveva prodotto il loro primo demo intitolato On the Verge Of War (2004) è quest'ultima che partorisce seconda il demo Behind The Door (2007) e poi il primo album degli Etrusgrave intitolato Masters Of Fate e prodotto dalla My Graveyard Productions. Il disco prosegue sullo stile epic metal tipico delle precedenti esperienze dei Dark Quarterer, tanto che il disco sembrò ad alcuni "la naturale e semplice prosecuzione di "The Etruscan Prophecy""

### 2010:Tophet
Nel 2010 gli Etrusgrave, composti ancora dalla stessa formazione del disco precedente, entrano al First Line Studio per registrare il disco successivo. Il disco, che uscì nello stesso anno sempre per la My Graveyard Productions di Giuliano Mazzardi con il titolo di Tophet, vedeva composizioni molto lunghe ed articolate, con una forte presenza di assoli di chitarra che costruiscono l'architettura dei brani stessi. Il disco, che ottenne un ottimo successo di critica arrivando anche nelle "Top 10" 2011 di diversi giornalisti di settore, procurò alla band la partecipazione al disco tributo degli Strana Officina  Officina dei Sogni (2011, Loud n' Proud) con la cover di Piccolo Uccello Bianco ed a All Fear The Axeman - An Italian Tribute To Omen (2012, My Graveyard Productions). Al disco seguì il tour italiano e greco.

### 2016:Aita's sentence
Dopo l'ingresso di Stefano Giuggioli nella band e la partecipazione al Fire and Steel Festival di Brescia, nel 2016 gli Etrusgrave firmarono per la storica etichetta Minotauro Records. Nello stesso anno uscì poi Aita's sentence, un disco che ribadisce le sonorità epic metal del tutto personali della band, fatte spesso di influenze doom metal e progressive, consacrandone ulteriormente il ruolo di primo piano nella scena metal italiana. Nel tour che seguì il disco, la band partecipò al concerto per i 30 anni di carriera dei Grave Digger, ed aprì i concerti italiani di Ross the Boss, per poi partecipare al Made In Hell Festival 2017. Nel 2019 partecipò al Fuck You We Rock Festival assieme ai Rain.

## Formazione

### Formazione attuale
- Tiziano Sbaragli - voce
- Fulberto Serena - chitarra
- Luigi Paoletti - basso
- Elio Lettieri - batteria

### Ex componenti
- Claudio Taddei - voce
- Francesco Taddei - batteria
- Carlo Funaioli - batteria
- Stefano Giuggioli - batteria

## Discografia

### Album in studio
- 2008 - Masters of Fate
- 2010 - Tophet
- 2016 - Aita's Sentence

### Demo
- 2004 - On the Verge of War
- 2007 - Behind the Door